# مايكل جون بيردج
مايكل جون بيردج (بالإنجليزية: Michael John Berridge)‏ هو عالم بريطاني في الكيمياء الحيوية وعلم وظائف الأعضاء. ولد ونشأ في رودسيا الجنوبية، في عام 2005 حصل على جائزة شو. 